# Catastrophe du cosmodrome de Plessetsk (1980)
La catastrophe du cosmodrome de Plessetsk de 1980 est l'explosion d'une fusée Vostok-2M qui a lieu le 18 mars 1980 sur le pas de tir 43 de cette base de lancement soviétique durant la phase de remplissage de ses réservoirs. Cet accident a fait 48 morts et une cinquantaine de blessés. Avec la catastrophe de Nedelin il s'agit de l'un des deux accidents les plus graves en termes de pertes humaines qui se soient produits dans le cadre des activités spatiales. L'incident, resté secret au moment des événements, n'a été connu des russes comme du reste du monde qu'après la libéralisation du régime soviétique en 1989.  

## Déroulement de l'accident
Le 17 mars 1980, une fusée est préparée sur le pas de tir 43 du cosmodrome de Plessetsk qui est le site de lancement des satellites militaires soviétiques. Le lanceur de type Vostok-2M doit placer sur orbite un satellite de renseignement d'origine électromagnétique Tselina D. Le lancement doit avoir lieu  le 18 mars à 21h16 (heure de Moscou). Plusieurs heures avant le décollage, les réservoirs ont été remplis de kérosène à 19h00 et précédés par l'addition d'oxygène liquide et d'azote liquide aux réservoirs latéraux. Après que l'ajout de peroxyde d'hydrogène est achevé, une énorme explosion dévaste le pas de tir à 19h01. 44 personnes qui étaient sur place sont tuées sur le coup et 43 autres doivent être hospitalisées pour des brûlures, dont quatre décèdent plus tard à l'hôpital. Beaucoup de survivants souffrent de graves brûlures et de lésions pulmonaires. Les témoins oculaires ayant survécu à la catastrophe ont rapporté que la première explosion concernait le bloc E de la fusée (l'étage supérieur) et avait été suivie par de multiples explosions secondaires. Les 300 tonnes de carburant ont détruit le pas de tir et les environs,.

## Enquête
L'enquête officielle chargée de déterminer la cause de la catastrophe dirigée par Leonid Smirnov (en) a attribué le blâme à l'équipe qui a été tuée sur le site de l'incendie en déclarant spécifiquement la cause officielle comme « une explosion (inflammation) d'un matériau imbibé d'oxygène liquide à la suite d'actions non autorisées de l'un des membres de l'équipe au sol ». Cependant, moins d'un an plus tard, le 23 juillet 1981, après qu'une deuxième catastrophe de la même cause ait été évitée de justesse, il a été découvert qu'un défaut de conception dans les filtres à carburant de la fusée était probablement la cause de la catastrophe de 1980, bien qu'il ait été impossible de confirmer quel type de filtres a été utilisé dans la fusée qui a explosé. La soudure au plomb catalytiquement active sur les filtres provoquerait une explosion au contact du peroxyde d'hydrogène,,.

## Couverture médiatique
La catastrophe n'a pas été rapportée dans les médias soviétiques à l'époque et n'a atteint les médias occidentaux qu'en 1989 après la déclassification. La Pravda a rapporté que le lancement de la fusée a été un succès et n'a rien dit sur l'explosion,,.